# Fábián utcai híd (Békés)
A Fábián utcai híd  Békés városában található, a Fábián utcában.

## Története
A folyószabályozások előtt a Fekete-Körös és a Fehér-Körös itt Békés belterületén folyt össze. Már abban az időben is állt itt egy híd az akkor még Fehér-Körösnek nevezett folyóvíz fölött. Ekkor még a Fábián utca nem volt beépített terület mint most, csak kisebb zugok és zsákutcák léteztek. A folyószabályozások eredményeképp elkészült a Kettős-Körös csatorna és a Fekete-Körös és a Fehér-Körös már Békés területén kívül a Doboz nagyközséghez tartozó Szanazug nevű üdülőhelyen folyik össze. Békésen Szánthó Albert utca végénél a régi összefolyás helyén szivattyúállás épült, így oldották meg a csatlakozást a most már Élővíz-csatornának és Holt-Körösnek nevezett folyók között. A Holt-Körös mára teljesen kiszáradt.
A jelenlegi híd 1964-ben épült. 1971-ben a Fábián utcát és vele a hidat is leaszfaltozták. A híd 9,6 méter széles a két oldalán 1,25 méter széles járdával. Kivitelezője a Körös Vidéki Vízügyi Igazgatóság volt.